# 短肋青蘚
短肋青蘚（学名：Brachythecium wichurae）为真蘚科青蘚屬下的一个种。

## 扩展阅读
- 維基物種上的相關：短肋青蘚